# Kašljavac
Kašljavac je naselje u Republici Hrvatskoj, u sastavu općine Šandrovac, Bjelovarsko-bilogorska županija.

## Povijest
Dana 13. listopada 1941. donesena je Naredba o promjeni imena sela Carev Lazarevac u Kašljavac.

## Stanovništvo
Prema popisu stanovništva iz 2001. godine, naselje je imalo 170 stanovnika te 59 obiteljskih kućanstava.
| broj stanovnika | 177   | 206   | 221   | 278   | 325   | 355   | 409   | 485   | 466   | 430   | 386   | 305   | 250   | 206   | 170   | 153   | 103   |
|                 | 1857. | 1869. | 1880. | 1890. | 1900. | 1910. | 1921. | 1931. | 1948. | 1953. | 1961. | 1971. | 1981. | 1991. | 2001. | 2011. | 2021. |

### Članci
- Samardžija, Marko. 2003. Promjene imena hrvatskih naseljenih mjesta od mjeseca travnja do kraja godine 1941. Folia onomastica Croatica. Filozofski fakultet Sveučilišta u Zagrebu. Zagreb.  (12/13): 425–432